# Mental Defect
Mental Defect (dt. psychische Störung) war eine fünfköpfige, deutsche Alternative-Metal-Band, welche mit ihrer stilübergreifenden Musik besonders in Osteuropa und Großbritannien auf Zustimmung stieß. Basierend darauf und aufgrund ihres visuellen Konzeptes werden sie zum Teil auch unter dem Sammelbegriff Gothic Metal gehandelt.

## Geschichte
Mental Defect wurden 2009 von Tien Nguyen, Clodi Korzin und Sanny-Thomas Wagner als experimentelles Bandprojekt gegründet. Nach diversen Besetzungswechseln war die Band 2010 mit dem Gitarristen Daniel Korzin und dem Schlagzeuger David Sommer komplett. Auf einen festen Bassisten wurde zum damaligen Zeitpunkt verzichtet. Dennoch veröffentlichten sie am 25. November 2011 ihre erste LP Longplayer beim Independent-Label Èquinoxe Records, wo schon The House of Usher unter Vertrag stand und zwischenzeitlich auch Mystigma. Den Bass auf dieser Veröffentlichung spielt Gitarrist Daniel Korzin.
Im Sommer 2012 wurde die Band dann doch durch einen festen Bassisten, Marco „Fox“ Grünwald, komplettiert. Damit einhergehend präsentieren Mental Defect seit 2012 ein visuelles Konzept, welches optisch deutlich Elemente des Steampunk aufweist.
Im April 2014 verließ Tien Nguyen die Band, seine Position wurde nicht nachbesetzt. Am 2. Mai 2014 erschien das zweite Studioalbum Lost in the Sense of Time, ebenfalls bei Èquinoxe Records. Neben der gleichnamigen Tour zum Album und reinen Metal-Events, spielte die Band in diesem Jahr auch erstmals auf Gothic-Festivals wie dem Wave-Gotik-Treffen.

## Stil
Typisch für Mental Defect ist ein Stilmix aus Gothic-, Heavy- und Melodic-Death-Metal: filigranes Gitarrenspiel und harte, Death-Metal-artige Rhythmus-Elementen in Kombination mit Synthesizern und Sequenzern. Komplettiert werden die Arrangements durch den gutturalen Gesang von Sänger Sanny-Thomas Wagner und die melodischen Cleanvocals von Sängerin Clodi Korzin.
Musik, Text und Artwork bezogen sich beim ersten Album Longplayer auf das Thema „Casino“. Auch das Musikvideo zur Singleauskopplung Wasted Love wurde stilistisch dem Thema angepasst.
Das zweite Album Lost in the Sense of Time befasst sich thematisch samt seiner visuellen Konzeption mit der Thematik „Zeitreise in die Vergangenheit“. Das Video zur Singleauskopplung Your Goddess spielt passend dazu in einem Bordell der 1920er Jahre.

## Diskografie

### Alben
- 2011: Longplayer (Èquinoxe Records / Alive)[11]
- 2014: Lost in the Sense of Time (Èquinoxe Records / Nova MD)[11]

### Singles
- 2012: Wasted Love (Èquinoxe Records / Alive)
- 2014: Your Goddess (Èquinoxe Records / Nova MD)
- 2015: Past Comes Undone Again (Èquinoxe Records / Nova MD)